# دویدن از ترس (فیلم ۱۹۸۶)
دویدن از ترس (به انگلیسی: Running Scared) یک فیلم اکشن و کمدی آمریکایی محصول سال ۱۹۸۶ به کارگردانی پیتر هایمز است.

## داستان
دو مأمور خیابانی شیکاگو پس از به انجام رساندن تعطیلات خود می‌روند تا به پرونده یک قاچاقچی مواد مخدر که قبلاً آنها را به مرگ تهدید کرده بود، رسیدگی کنند…

## بازیگران
- گرگوری هاینز … ری هوگز
- بیلی کریستال … دنی کسانتزو
- استیون باوئر … فرانک سیگلیانو
- دارلن فلوگل
- جو پانتولیانو
- دن هدایا … کاپیتان لوگان
- جون گریس … تونی مونتویا
- تریسی رید مایران
- جیمی اسمیتس … جولیو گونزالس[۱]

## باکس آفیس
این فیلم درهفته اول اکران مبلغ ۵٬۲۲۷٬۷۵۷ دلار فروش داشت.